# كريستال باورسوكس
كريستال باورسوكس (بالإنجليزية: Crystal Bowersox) مواليد 4 أغسطس 1985، هي ممثلة أمريكية بدأت مسيرتها الفنية عام 2010.

## وصلات خارجية
- الموقع الرسمي
- كريستال باورسوكس على موقع IMDb (الإنجليزية)
- كريستال باورسوكس على موقع ميوزك برينز (الإنجليزية)
- كريستال باورسوكس على موقع رولينغ ستون (الإنجليزية)
- كريستال باورسوكس على موقع أول ميوزيك (الإنجليزية)
- كريستال باورسوكس على موقع ديسكوغز (الإنجليزية)